# (6882) Sormano
(6882) Sormano (1995 CC1) – planetoida z pasa głównego asteroid okrążająca Słońce w ciągu 4,08 lat w średniej odległości 2,55 j.a. Odkryta 5 lutego 1995 roku.